# Балканская кампания
Балканская кампания Второй мировой войны началась после развязывания итало-греческой войны 28 октября 1940 года. К началу 1941 года стало очевидно, что Италия близка к поражению и потере контроля над Албанией. Германия взяла на себя обязательства помочь союзнику и приказала союзникам с востока в лице Румынии и Болгарии атаковать греков с востока, пока британцы не перебросили все свои силы на помощь грекам. 27 марта 1941 года в Югославии, которая собиралась было вступить в блок Оси, грянул государственный переворот, и к власти пришёл Пётр II, разорвавший пакт и де-факто выступивший на стороне антигитлеровской коалиции. Это побудило Гитлера объявить войну Югославии.
6 апреля 1941 года одновременно началось вторжение в Югославию (Директива № 25) и Грецию (операция «Марита»). 11 апреля на стороне Оси выступила Венгрия. К 17 апреля все югославские части были разгромлены, и Королевство Югославия подписало капитуляцию. К 30 апреля под контролем немцев и итальянцев была вся Греция, а 20 мая началась Критская операция, в ходе которой немцы к 1 июня разбили все оставшиеся британские и греческие части. Часть Греции и Югославии также была оккупирована болгарами.

## Предыстория
После Первой мировой войны и последовавшего краха Османской и Австро-Венгерской империй Албания нуждалась в серьёзной иностранной помощи, чтобы защититься от возможных столкновений с Грецией и Югославией. В 1919 году границы Албании были признаны на Парижской мирной конференции, хотя при этом Вудро Вильсон предлагал разделить Албанию между европейскими государствами. В 1925 году Бенито Муссолини стал утверждать о возможном включении Албании в состав Королевства Италии.
В 1928 году президент Албании Ахмет Зогу стал королём Албании, хотя при этом фактически попал под итальянское влияние. 7 апреля 1939 итальянцы оккупировали Албанию и свергли Зогу, после чего тот бежал из страны. Албания вошла в состав Италии.

## Ход кампании

### Итало-греческая война
28 октября 1940 года Италия объявила войну Греции с целью удержать Албанию и добиться отделения от Греции некоторых территорий. Война пошла не по итальянским планам: греки после контрнаступления выбили итальянцев со своей территории, и в течение зимы итальянцы спешно оборонялись, потеряв контроль над третью Албании. В марте 1941 года сорвалось наступление итальянцев, и те срочно запросили о помощи немцев.

### Югославская операция
Югославия, которая готовилась под руководством регента Павле вступить в блок Оси, пережила в ночь с 26 на 27 марта 1941 года государственный переворот: к власти пришёл Пётр II, разорвавший пакт и подписавший договор о дружбе и ненападении с СССР. Гитлер расценил поступок Югославии как предательство и объявил войну 6 апреля, начав тогда же операцию под кодовым наименованием «Директива 25». В ходе операции за 11 дней при поддержке союзников была разбита Югославия. На территории Югославии были созданы марионеточное правительство Сербии, марионеточные государства Хорватии и Черногории. Германия, Болгария, Венгрия, Италия и Албания аннексировали часть югославских территорий, не попавших в пределы марионеточных государств.

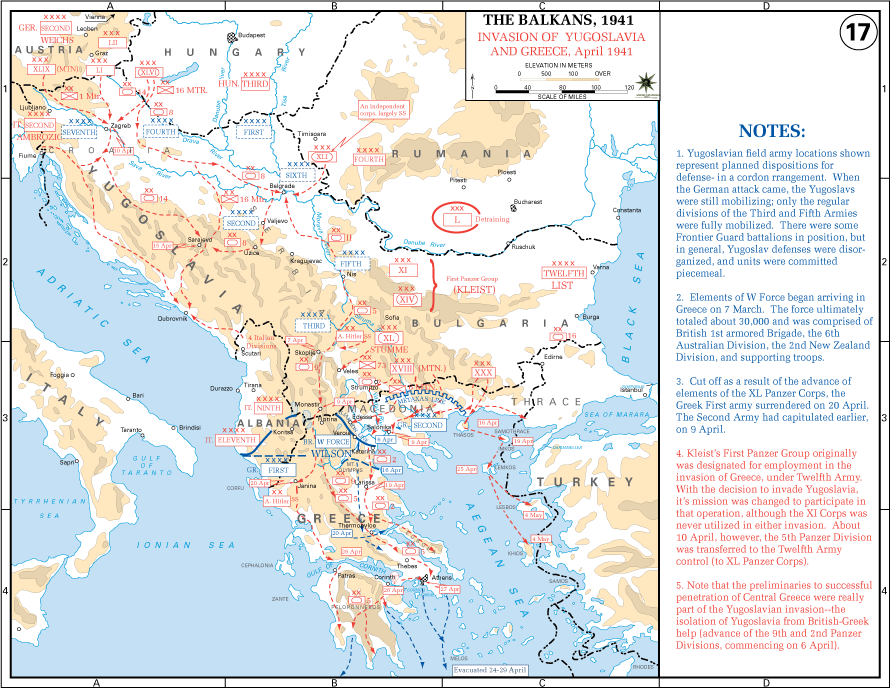
Ход боевых действий на Балканах

### Греческая операция
В ноябре 1940 года Гитлер начал строить планы по оккупации Греции, особенно после того, как британцы высадились на острова Крит и Лемнос. 13 декабря 1940 года была подписана директива о германском вторжении в Грецию, известная как операция «Марита». Целью операции были не только захват Греции и изгнание британцев, но и предотвращение авианалётов британцев на румынские нефтяные залежи. 6 апреля 1941 года, параллельно с началом югославской операции немцы ворвались в Северную Грецию. Прорвавшись через Югославию, немцы обошли с фланга греческую линию обороны и разгромили британский экспедиционный корпус. Вскоре вермахт взял Афины и захватил Пелопоннесский полуостров. Около 40 тысяч союзных солдат эвакуировались на Крит, но немцы не остановились на захвате континентальной части Греции.

### Критская операция
20 мая 1941 года немецкие парашютисты десантировались на севере Крита. В бой против них были брошены все греческие силы и войска Британского содружества, сопротивление оказывали даже местные жители, однако уже спустя неделю британское правительство приказало немедленно эвакуировать войска. 1 июня сдались последние части британских войск. Несмотря на успешное завершение операции, немецкие парашютисты понесли колоссальные потери во время десантирования, что вынудило ОКВ задуматься о целесообразности воздушного десанта.

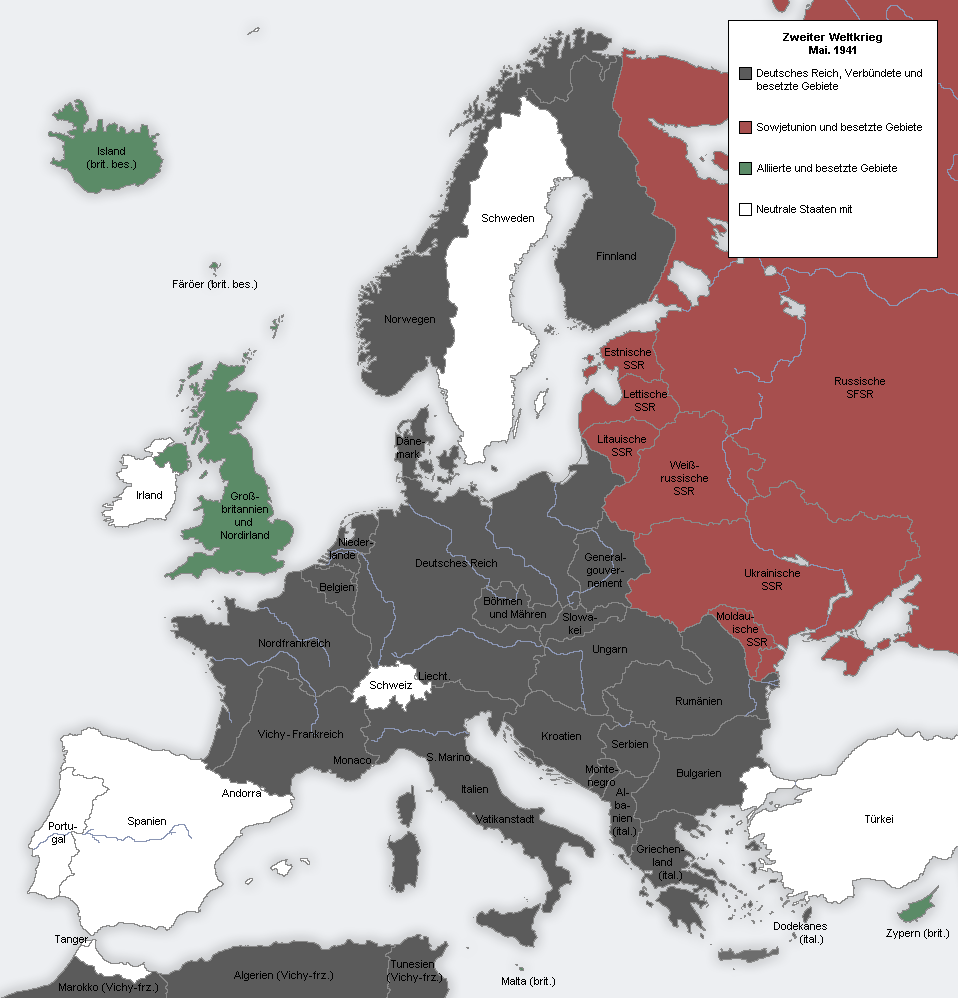
Ситуация в Европе перед началом вторжения Германии в СССР

## Итоги
К 1 июня 1941 года под контролем Оси оказались Албания, Греция и Югославия: Грецию разделили на три зоны оккупации, назначив марионеточное правительство, а на территории Югославии создали сразу три марионеточных государства, отдав ещё территории страны пяти государствам. Победа в Балканской кампании открыла немцам путь к Средиземному морю и возможности оккупировать Египет, Кипр или Ближний Восток. Однако эти планы были свёрнуты после начала операции «Барбаросса».

### Болгарская оккупация
Болгария не отправляла свои войска ни в Югославию, ни в Грецию, тем самым частично облегчая задачу югославам и грекам, но 20 апреля её войска незамедлительно оккупировали Западную Фракию и Восточную Македонию (Греция), а после ввели войска в Восточную Сербию и включили в свой состав почти всю территорию Вардарской Бановины и современной Республики Македония. Оккупация Греции позволила болгарам выйти к Эгейскому морю, выход к которому был утрачен после Первой мировой войны.

### Сопротивление
Несмотря на быстрый разгром, в Греции и Югославии довольно скоро появилось антифашистское движение, а вскоре к нему присоединились и партизаны Албании. С целью подавления антифашистских движений и помощи марионеточным правительствам на территорию Югославии и Греции были переброшены горнострелковые и охранные подразделения, которые помогали полицейским и карательным отрядам искать и уничтожать партизан.

### Отсрочка плана «Барбаросса»?
До сих пор существует версия, что Балканская кампания вынудила Гитлера отсрочить начало операции «Барбаросса». Сторонники этой теории утверждают, что Гитлер собирался начать операцию весной 1941 года, однако устроенный прорусски настроенными югославскими офицерами государственный переворот сорвал планы Гитлера и вынудил его перенести дату на июнь 1941 года. Фактически, по мнению сторонников этой теории, Югославия встала на пути Гитлера и дала СССР фору для подготовки к войне, а также вынудила Японию заключить договор о ненападении на СССР. Дата начала войны с СССР — весна 1941 года — подтверждается и в дневниках Франца Гальдера. В число таких сторонников входит и известный немецкий историк Ганс-Ульрих Велер.
Противники этой версии утверждают, что Гитлер утвердил в Директиве № 21 окончательную дату вторжения в СССР ещё в 1940 году и не менял её, а советской разведке в декабре 1940 года, которая получила данные о плане 18 декабря 1940, якобы попала дезинформация. Также намерения Гитлера о скорой войне против СССР подтверждаются и усилением прогерманских позиций в Румынии после присоединения Бессарабии и Северной Буковины к СССР.